# Гремячий (Мордовия)
Гремячий — упразднённый посёлок в Инсарском районе Мордовии России. Входил в состав Кочетовского сельсовета. Исключен из учётных данных в 1995 году.

## География
Располагалась на левом берегу реки Инсарка, 2 км к юго-западу от села Арбузовка.

## История
Основан в 1923 году переселенцами из села Арбузовка. В 1931 году посёлок состоял 19 дворов и входил в состав Арбузовского сельсовета.

## Население
Согласно итогам переписи 1989 года в посёлке отсутствовало постоянное население.